# Imbrasia macrops
Imbrasia macrops är en fjärilsart som beskrevs av Hans Rebel 1917. Imbrasia macrops ingår i släktet Imbrasia och familjen påfågelsspinnare. Inga underarter finns listade i Catalogue of Life.